# NGC 173
NGC 173 es una galaxia espiral localizada en la constelación de Cetus.